# Roman Coppola
Roman François Coppola, född 22 april 1965 i Paris, är en amerikansk regissör, manusförfattare, skådespelare och filmproducent. Han är son till regissören Francis Ford Coppola och konstnären Eleanor Coppola samt bror till regissören Sofia Coppola och producenten Gian-Carlo Coppola.

## Filmografi (urval)
- 1999 – The Virgin Suicides (assisterande regissör)
- 2001 – CQ
- 2003 – Lost in Translation (assisterande regissör)
- 2005 – The Life Aquatic with Steve Zissou (assisterande regissör)
- 2006 – Marie Antoinette (assisterande regissör)
- 2007 – The Darjeeling Limited (assisterande regissör, producent, manusförfattare)
- 2009 – Den fantastiska räven (röst)
- 2010 – Somewhere (producent
- 2012 – Moonrise Kingdom (manusförfattare)
- 2023 – Asteroid City